# Glesbygdsmedicinskt centrum
Glesbygdsmedicinskt centrum (GMC) är sedan 2010 en enhet inom Region Västerbotten som sysslar med "forskning, utveckling och utbildning för och i glesbygd". Verksamheten är förlagd till Storumans kommun. Inom verksamheten bedrivs också arbete med samisk hälsa.
GMC samarbetar med andra institutioner så som kanadensiska Northern Ontario School of Medicine och australiska Charles Darwin university gällande med forskning och utveckling (FoU) inom glesbygdsmedicin. I nätverket ingår även Distriktsmedisinsk senter i Tromsø, Centre for Rural Health i Skottland samt samarbetspartners på Island, i Finland, Indonesien och i Kenya.

## Historia
Forskning gällande glesbygdsmedicin i Storuman inleddes på 1990-talet.
Sjukhusläkarna tilldelade 2019 verksamheten priset Friska sjukvårdspriset med motiveringen "Glesbygdsmedicinskt centrum [...], har på ett utomordentligt sätt lyckats lyfta glesbygdsmedicin till en ny nivå i Sverige. [...] GMC har dessutom utvecklats till ett internationellt forskningscentrum mitt i Södra Lappland med nätverk över hela världen [...]".
År 2022 utsågs verksamheten till demonstrationsplattform av Världshälsoorganisationen (WHO). Plattformen har utvecklats genom ett samarbete mellan Region Västerbotten, WHO och Business Sweden.

## Forskning
Forskningen har framförallt avsett inriktning på digital vård och hälsa, men också på "den demografiska utvecklingen och särskilt på hur vården och omsorgen för årsrika människor ska kunna utvecklas i glesbygd och hur samverkan med kommunerna kan effektiviseras".

### Projekt (urval)
År 2016 beviljades GMC medel av regeringen för att "studera livsvillkoren bland samer med funktionsnedsättning". Samma år inleddes Projekt Innovationskraft gällande virtuella hälsorum. År 2019 testades drönaren Tralla för att frakta prover, läkemedel och annan utrustning mellan hälsorummet i Slussfors och sjukstugan i Storuman.